# Лайон, Сью
Сью Лайон (англ. Sue Lyon; 10 июля 1946 — 26 декабря 2019) — американская актриса, исполнившая роль Лолиты в 1962 году в одноимённом фильме Стэнли Кубрика по роману Владимира Набокова и получившая за эту роль премию «Золотой глобус» в категории «Лучший дебют актрисы».

## Биография
Сью Лайон родилась 10 июля 1946 года в городе Давенпорт, штат Айова. В 14 лет после прохождения кастинга Лайон была выбрана на главную роль в фильме режиссёра Стэнли Кубрика «Лолита», сценаристом которой выступил Владимир Набоков, автор романа. Возраст её персонажа-нимфетки, вступающей в любовную связь с отчимом Гумбертом, в фильме был увеличен с 12 до 14 лет. После выхода фильма цензура запретила посещение киносеанса зрителям, не достигшим 16-летнего возраста. Лайон получила премию «Золотой глобус» в номинации «самая многообещающая начинающая актриса».
В 1964 году Лайон играла в картине Джона Хьюстона «Ночь игуаны» с Ричардом Бёртоном. Позднее у неё были роли в фильмах «7 женщин» (1966) Джона Форда, «Вздорный человек» (1967) Ирвина Кершнера, «Тони Роум» (1967) Гордона Дугласа, «Ивел Книвел» (1971) Марвина Дж. Чомски и «Капля крови, чтобы умереть любя» (1973) Элоя де ла Иглесиа. На протяжении 1970-х годов Лайон играла второстепенные роли в кино и на телевидении и прекратила сниматься к началу 1980-х.
Последним фильмом в её карьере стал хоррор Льюиса Тига «Аллигатор» (1980), в котором она сыграла маленькую роль репортёра. После завершения актёрской карьеры работала учительницей испанского языка в одной из начальных школ Лос-Анджелеса.
Пять раз была замужем, все браки закончились разводом. Дочь Нона Харрисон (р. 1972).
Лайон скончалась 26 декабря 2019 года в Лос-Анджелесе. Ей было 73 года.

## Фильмография

### Кино
| Год  |   | Русское название                | Оригинальное название                | Роль                          |
| ---- | - | ------------------------------- | ------------------------------------ | ----------------------------- |
| 1962 | ф | Лолита                          | Lolita                               | Долорес «Лолита» Гейз         |
| 1964 | ф | Ночь игуаны                     | The Night of the Iguana              | Шарлотта Гудэлл               |
| 1966 | ф | 7 женщин                        | 7 Women                              | Эмма Кларк, сотрудница миссии |
| 1967 | ф | Вздорный человек                | The Flim Flam Man                    | Бонни Ли Пэкард               |
| 1967 | ф | Тони Роум                       | Tony Rome                            | Дайана Пайнс                  |
| 1969 | ф | Четверо под одним небом         | Four Rode Out                        | Майра Полсен                  |
| 1971 | ф | Ивел Книвел                     | Evel Knievel                         | Линда                         |
| 1973 | ф | Таро                            | Tarot                                | Анжела                        |
| 1973 | ф | Капля крови, чтобы умереть любя | Una gota de sangre para morir amando | Ана Верниа                    |
| 1976 | ф | Авария!                         | Crash!                               | Ким Дэнне                     |
| 1977 | ф | Конец света                     | End of the World                     | Сильвия Борэн                 |
| 1978 | ф | Астральный фактор               | The Astral Factor                    | Дарлин ДеЛонг                 |
| 1978 | ф | Буксировка                      | Towing                               | Линн                          |
| 1980 | ф | Аллигатор                       | Alligator                            | Репортёр канала ABC           |

### Телевидение
| Год  | Русское название                               | Оригинальное название                  | Роль                              | Телефильм/ телесериал | Примечания                        |
| ---- | ---------------------------------------------- | -------------------------------------- | --------------------------------- | --------------------- | --------------------------------- |
| 1959 | Письмо к Лоретте                               | Letter to Loretta                      | Лори Уильямс                      | TV-шоу                | Эпизод "Alien Love"               |
| 1960 | Деннис-мучитель                                | Dennis the Menace                      | Блондинка с открыткой-валентинкой | Сериал                | Эпизод "Miss Catchcart's Sunsuit" |
| 1969 | Мышьяк и старые кружева                        | Arsenic and Old Lace                   | Элейн Додд                        | Телеспектакль         | Роль второго плана                |
| 1969 | Любовь по-американски                          | Love, American Style                   | Барбара Эрик                      | Сериал                | Эпизод «Love and the Bed»         |
| 1970 | Виргинцы                                       | The Virginian                          | Беллинда Бэллард                  | Сериал                | Эпизод «Experiment at New Life»   |
| 1970 | Я не хочу жениться!                            | But I Don’t Want to Get Married!       | Лора                              | Телефильм             | Роль второго плана                |
| 1971 | Настоящие детективы                            | Storefront Lawyers                     | Банни Филлипс                     | Сериал                | Эпизод «Marathon»                 |
| 1971 | Ночная галерея                                 | Night Gallery                          | Бетси                             | Сериал                | Эпизод «Miss Lovecraft Sent Me»   |
| 1971 | Не спускай курок, я выстрелю, когда буду готов | Don't Push, I'll Charge When I'm Ready | Венди Сатерлэнд                   | Телефильм             | Роль второго плана                |
| 1974 | Любовь по-американски                          | Love, American Style                   | Джули                             | Сериал                | Эпизод «Love and Extra Job»       |
| 1976 | Катастрофа на трассе № 5                       | Smash-up on Interstate 5               | Бернси                            | Телефильм             | Роль второго плана                |
| 1978 | Полицейская история                            | Police Story                           | Кэролайн                          | Сериал                | Эпизод «River of Promises»        |
| 1978 | Остров фантазий                                | Fantasy Island                         | Джил Нолан                        | Сериал                | Эпизод «Reunion/Anniversary»      |

## Награды и номинации
| Год  | Награда                           | Категория                          | Работа | Результат |
| ---- | --------------------------------- | ---------------------------------- | ------ | --------- |
| 1963 | Золотой глобус                    | Самая многообещающая новая актриса | Лолита | Победа    |
| 1963 | Laurel Awards (Золотой Лавр)      | Самая популярная женщина-личность  |        | Номинация |
| 1963 | Photoplay Awards (Золотая медаль) | Самая многообещающая новая актриса |        | Номинация |